# 94th Airlift Wing

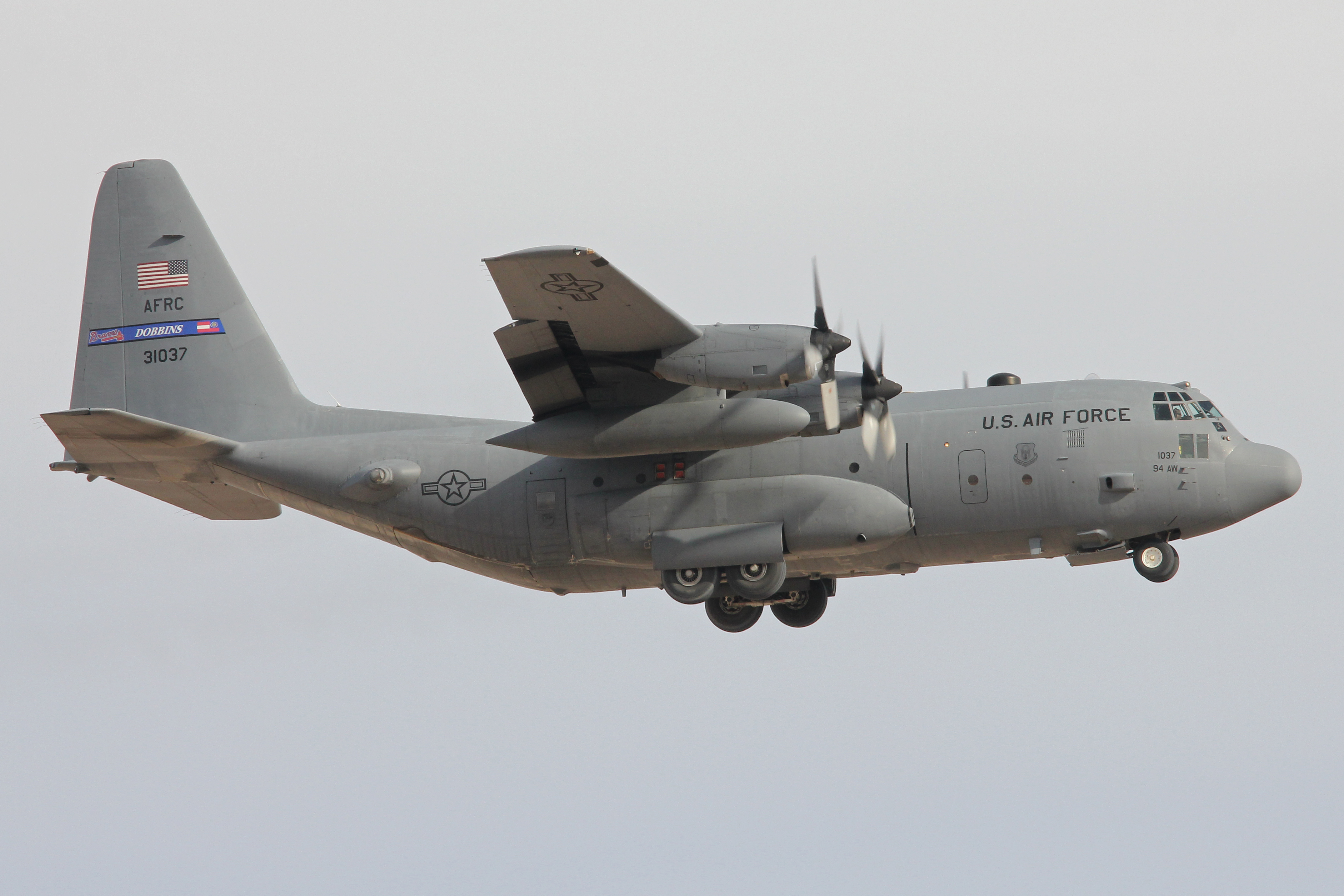
C-130H del 700th AS

Il 94th Airlift Wing è uno Stormo da trasporto della Air Force Reserve Command, inquadrato nella Twenty-Second Air Force. Il suo quartier generale è situato presso la Dobbins Air Reserve Base, in Georgia.

## Organizzazione
Attualmente, al settembre 2017, esso controlla:
- 94th Operations Group, striscia della coda azzurra con scritta Dobbins bianca, logo degli Atlanta Braves e bandiera della Georgia
  -  700th Airlift Squadron - Equipaggiato con 8 C-130H
  - 94th Aeromedical Evacuation Squadron
  - 94th Operations Support Squadron
  - 94th Airlift Control Flight
- 94th Mission Support Group
  - 80th Aerial Port Squadron
  - 94th Aerial Port Squadron, Robins Air Force Base
  - 94th Mission Support Squadron
  - 94th Security Forces Squadron
  - 94th Logistic Readiness Squadron
  - 94th Civil Engineering Squadron
  - 94th Force Support Squadron
  - 94th Communications Squadron
- 94th Maintenance Group
  - 94th Maintenance Squadron
  - 94th Aircraft Maintenance Squadron
- 94th Aeromedical Staging Squadron